# 彭原郡
彭原郡，中国唐朝时设置的郡。
天宝元年（742年），改宁州置，治所在定安县（今甘肃省宁县）。辖境约当今甘肃省宁县、合水、正宁等县。乾元元年（758年）复改宁州。  